# Babe's and Ricky's Inn
Babe's and Ricky's Inn je americký dokumentární film z roku 2011. Natočil jej íránský režisér Ramin Niami. Ten je rovněž producentem filmu; jedním z vedoucích producentů byla jeho manželka Karen Robson. Niami se ve filmu zaměřuje na losangeleskou bluesovou scénu, zejména na stejnojmenný hudební klub (Babe's and Ricky's Inn), který byl několik let předtím po více než půl století uzavřen.